# Josef Hörtenhuber
Josef Hörtenhuber (* 29. September 1865 in Vorchdorf, Oberösterreich; † 17. September 1936 ebenda) war ein österreichischer Gastwirt, Bauer und Politiker.

## Leben
Der Sohn eines Schmiedemeisters erlernte nach dem Volksschulbesuch das Schmiedehandwerk, ließ sich aber beim Dorflehrer weiter ausbilden. Nach dem Militärdienst war er als Schmiedegeselle tätig, bis er 1899 eine Gasthauspächterin heiratete und Gastwirt wurde. Aus der Ehe entsprossen drei Kinder. Hörtenhuber wirtschaftete sehr gut und konnte bald Grund- und Hausbesitz erwerben. 1910 gab er das gepachtete Gasthaus auf und kaufte den Gasthof „Zur Hoftaverne“ in Vorchdorf. Er besaß daneben viel landwirtschaftlichen Grund und betätigte sich deshalb auch im landwirtschaftlichen Genossenschaftswesen. So gründete er die Molkereigenossenschaft Vorchdorf und wurde ihr Gründungsobmann und war Mitbegründer der Lagerhausgenossenschaft Gmunden. Außerdem gründete er den Musikverein Vorchdorf und war 30 Jahre lang dessen Kapellmeister. Zwischen 1919 und 1925 war er für die Christlichsoziale Partei Mitglied des oberösterreichischen Landtages.